# Daddala lucillina
Daddala lucillina là một loài bướm đêm trong họ Erebidae.